# Ufficio delle Nazioni Unite a Ginevra

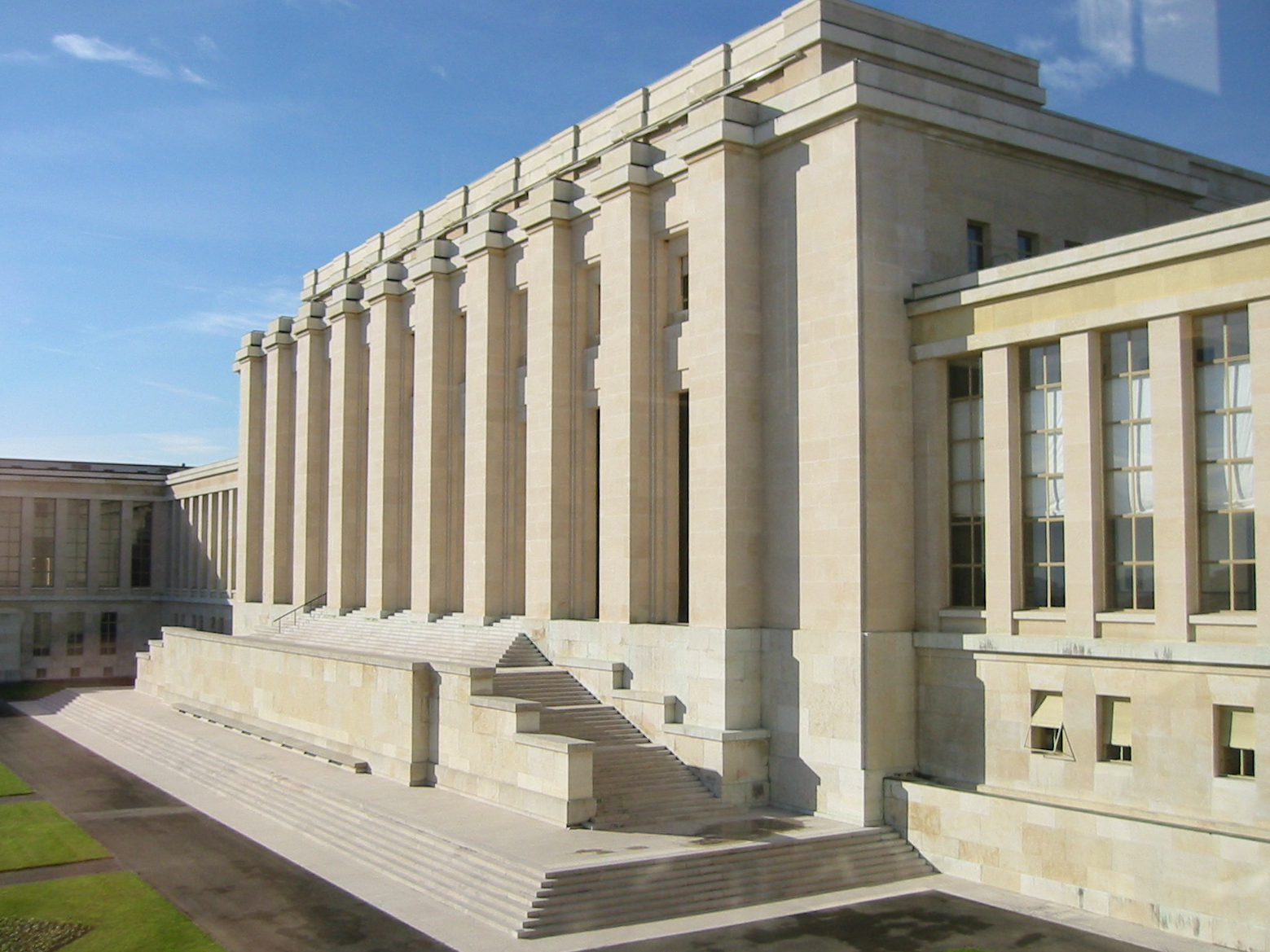
Il Palais des Nations a Ginevra

L'Ufficio delle Nazioni Unite a Ginevra (United Nations Office at Geneva, UNOG) è, dopo il Palazzo di vetro di New York, il più ampio ed importante centro operativo internazionale delle Nazioni Unite; con gli uffici di Vienna e Nairobi, costituisce la rete di uffici centrali delle Nazioni Unite, e delle Agenzie specializzate ad esse collegate.

## Storia
Collocato a Ginevra, in Svizzera, il complesso è nato in seguito al concorso per il Palazzo delle Nazioni bandito nel 1927. La realizzazione fu affidata a un comitato di cinque architetti: Carlo Broggi, Julien Flegenheimer, Camille Lefèvre, Henri Paul Nénot e József Vágó. Il progetto s'ispirava all'architettura Beaux-Arts, e fu messo in opera tra il 1931 ed il 1938 per ospitare l'assemblea ed il segretariato della Società delle Nazioni. L'edificio è stato ulteriormente espanso all'inizio degli anni cinquanta ed alla fine degli anni sessanta. A dicembre 2021, presso l'UNOG lavorano 1317 dipendenti delle Nazioni Unite.
Oltre alle amministrazioni direttamente afferenti alle Nazioni Unite, ospita anche organizzazioni collegate, quali l'Organizzazione internazionale del lavoro (ILO), l'Organizzazione mondiale della sanità (WHO o OMS) e l'International Computing Center. Nel complesso, nell'insieme di tutte le agenzie del sistema delle Nazioni Unite a Ginevra operano circa 8 500 funzionari.
Oltre agli spazi del Palais des Nations, gli enti del sistema delle Nazioni Unite utilizzano anche altre strutture ed uffici nella città di Ginevra, principalmente messi a disposizione dal governo svizzero.